# Дядьковицька сільська рада
Дя́дьковицька сільська́ ра́да — орган місцевого самоврядування в Рівненському районі Рівненської області. Адміністративний центр — село Дядьковичі.

## Загальні відомості
- Дядьковицька сільська рада утворена в 1940 році.
- Територія ради: 157,1 км²[1]
- Населення ради: 5 802 особи (станом на 2021 рік)[1]

## Населені пункти
Сільській раді підпорядковані населені пункти:
- с. Дядьковичі
- с. Милостів
- с. Верхівськ
- с. Кривичі
- с. Макотерти
- с. Пересопниця
- с. Шостаків
- с. Ясининичі
- с. Малий Шпаків
- с. Великий Шпаків
- с. Гуменники
- с. Дворовичі
- с. Заріцьк
- с. Іваничі
- с. Переділи
- с. Підгірці
- с. Плоска

## Склад ради
Рада складається з 22 депутатів та голови.
- Голова ради: Вітковець Людмила Адамівна
- Секретар ради: Лобащук Руслан Віталійович

### Керівний склад попередніх скликань
| Прізвище, ім'я, по батькові | Основні відомості                                                 | Дата обрання | Дата звільнення |
| --------------------------- | ----------------------------------------------------------------- | ------------ | --------------- |
| Пророк Сергій Володимирович | Сільський голова, 1968 року народження, освіта вища, безпартійний | 26.03.2006   | 31.10.2010      |
| Пророк Сергій Володимирович | Сільський голова, 1968 року народження, освіта вища, безпартійний | 31.10.2010   |                 |
| Вітковець Людмила Адамівна  | Сільський голова                                                  | 2019         |                 |

Примітка: таблиця складена за даними сайту Верховної Ради України

## Туризм
Дядьковицька сільська рада розробила власну Туристичну мапу Дядьковицької громади [Архівовано 8 лютого 2022 у Wayback Machine.] на якій позначені історичні, культурні місця, красиві краєви і зони відпочинку.